# Un paradiso abitato da diavoli
Un paradiso abitato da diavoli è una raccolta di saggi postuma di Benedetto Croce relativa alla città di Napoli, alla sua storia e cultura. La raccolta trae il nome dal primo dei saggi, letto alla Società napoletana di storia patria nell'assemblea generale dei soci il 12 giugno 1923".

## Descrizione
Nel primo saggio, Benedetto Croce rintraccia la storia di un antico detto secondo cui la città di Napoli era "un paradiso abitato da diavoli". Croce esordisce dicendo che già nel 1923, tale detto era caduto in disuso e prosegue descrivendo la prima comparsa e la storia di questo detto. In particolare rintraccia il primo riferimento in una traduzione italiana dell'opera del viaggiatore olandese del Seicento Luca de Linda dal titolo Descriptio orbis et omnium ejus rerumpublicarum. Tale traduzione fu pubblicata da Maiolino Bisaccioni a Venezia nel 1660 col titolo Le descrittioni universali et particolari del Mondo e delle Repubbliche e contiene il detto "universale", riferito alla "gente bassa", secondo cui sarebbe "un Paradiso habitato da Demonij".
Tale detto fu successivamente ripreso da Louis Moreri nel suo Le grand dictionnaire historique (1673) nonché da Antoine-Augustin Bruzen de La Martinière nel suo Le grand dictionnaire geographique (1737) i quali contribuirono non poco a diffondere il detto all'estero. Infatti, a partire dal XVIII secolo, lo si ritrova in qualche pubblicazione estera, in particolare in un discorso all'Università di Altdorf del 12 novembre 1707 tenuto da un cultore di filologia e filosofia di nome Johann Andreas Buhel e dal titolo Proverbium Italorum: Regnum Neapolitanum Paradisus est, sed a Diabolis habitatus, ulterius explicatum. In questo discorso, agli ambienti paradisiaci di Napoli si contrappongono i vizi dei suoi abitanti, descritti come estremamente gelosi, "tiranni delle donne" e dediti alla cura dell'aspetto esteriore, alla lussuria e alla prostituzione.
Anche Antonio Genovesi, all'interno della sua opera Discorso sopra il vero fine delle lettere e delle scienze (1754), cita il proverbio in questione avendolo letto nel sopraccitato dizionario di Moreri. Genovesi attirbuisce impropriamente la paternità del proverbio al "francese" Moreri e afferma che sarebbe scaturito dall'invidia di chi ne è escluso per il non poter far parte del mondo napoletano.

### L'origine
Benedetto Croce individua anche alcuni precedenti rispetto alla prima comparsa seicentesca del proverbio nella sua forma compiuta. In particolare, lo stesso contenuto, seppur in forma diversa, lo si ritrova in una lettera del 1539 di Bernardino Daniello ad Alessandro Corvino:
(Atanagi, pp. 203-204; Croce, pp. 12-13)
Già nell'anno 1592, anche un viaggiatore inglese di nome Sir Henry Wotton riporta il detto nella forma a paradise inhabited by devils; risulta usato però per riferirsi non a Napoli bensi' a Firenze.
Secondo Croce, sicuramente non fu Daniello a inventare da quel momento il proverbio. Croce, pur non riuscendo a trovare precedenti riferimenti certi, ne riconosce l'origine italiana e individua un passo delle Facezie del piovano Arlotto (XV secolo) che allude perlomeno a un pregiudizio nei confronti dei napoletani in cui si dice che "l'aria di Napoli opera bene in tutte le cose e male negli uomini, i quali nascono «di poco ingegno, maligni, cattivi e pieni di tradimenti» e che, se non fosse così, Napoli sarebbe un paradiso". Croce sviluppa anche una sua teoria sull'origine del detto, il quale risalirebbe agli ambienti mercantili italiani del Trecento:
(Croce, p. 13)

### L'analisi
Croce, pur ammettendo un fondo di verità in alcuni strati della popolazione napoletana, rifiuta categoricamente l'esistenza di "una condizione totale e naturale di cattiveria e di stoltezza". Inoltre l'aver cristallizzato in un proverbio comportamenti così repentinamente cangianti come quelli sociologici e antropologici di un popolo ha fatto sì che tale proverbio venisse di volta in volta adattato a situazioni diverse nel corso dei secoli. Croce, inoltre, cita anche le posizioni di coloro che ripudiavano la generalizzazione e, per così dire, "discriminazione", in quanto non adatta a un secolo di ragione e di lumi qual era il XVIII secolo.

## Citazioni successive
Il detto ha avuto una vasta eco in numerose pubblicazioni di autori successivi. Tra questi, degni di nota sono Johann Wolfgang von Goethe e Mary Shelley. In tempi relativamente recenti, la cantante britannica Kelli Ali ha intitolato un album del 2009 A Paradise Inhabited by Devils riprendendo quanto scritto da Mary Shelley.

## Edizione
- Benedetto Croce, Un paradiso abitato da diavoli, Milano, Adelphi Edizioni S.p.A., 2006, ISBN 978-88-459-2036-3.